# Piesbergsandstein

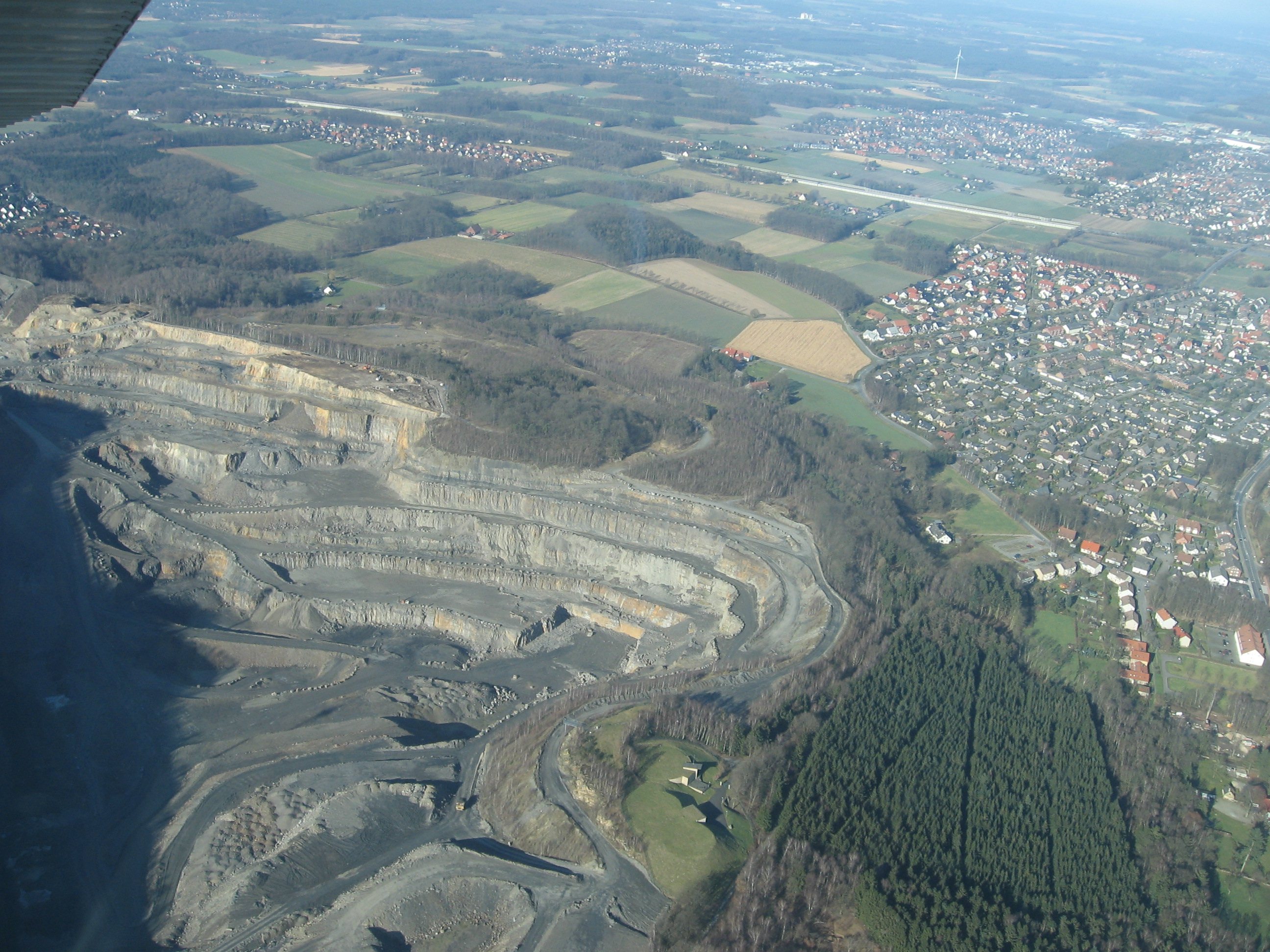
Steinbruch auf dem Piesberg nördlich von Osnabrück

Der Piesbergsandstein, der auch Piesbergquarzit, Kohlensandstein, Karbonquarzit oder Kohlenquarzit genannt wird, wird in einem geschlossenen Vorkommen am Piesberg am nördlichen Stadtrand Osnabrücks in Südniedersachsen gewonnen. Dieser Sandstein entstand im Oberkarbon während des Abschnitts Westfalium D und in der Steinbruchsohle teilweise auch im Westfalium C. Seit 2017 hat sich der Abbau an die als Aussichtspunkt bekannte Felsrippe verlagert. Etwa ein Drittel der Felsrippe soll in den nächsten 20 Jahren dem Sandsteinabbau dienen.

## Vorkommen
Vor 300 Millionen Jahren im Oberen Karbon war das Klima in Südniedersachsen sehr warm sowie niederschlagsreich und die Vegetation bildete urtümliche Pflanzen aus, die nach ihrem Absterben ein Kohlevorkommen bildeten, in das Sand eingelagert wurde, der sich verfestigte. Das Sandsteinvorkommen ist regional eng begrenzt und die Steinqualitäten weichen daher kaum ab. Die Sandsteinbänke sind ca. 160 Meter mächtig, davon nehmen die Kohleflöze etwa 30 bis 40 Meter Höhe ein. Die Höhe der Abbauwände kann bis zu 80 Meter betragen und es ist möglich, das Vorkommen auf sechs Sohlen abzubauen.

## Gesteinsbeschreibung

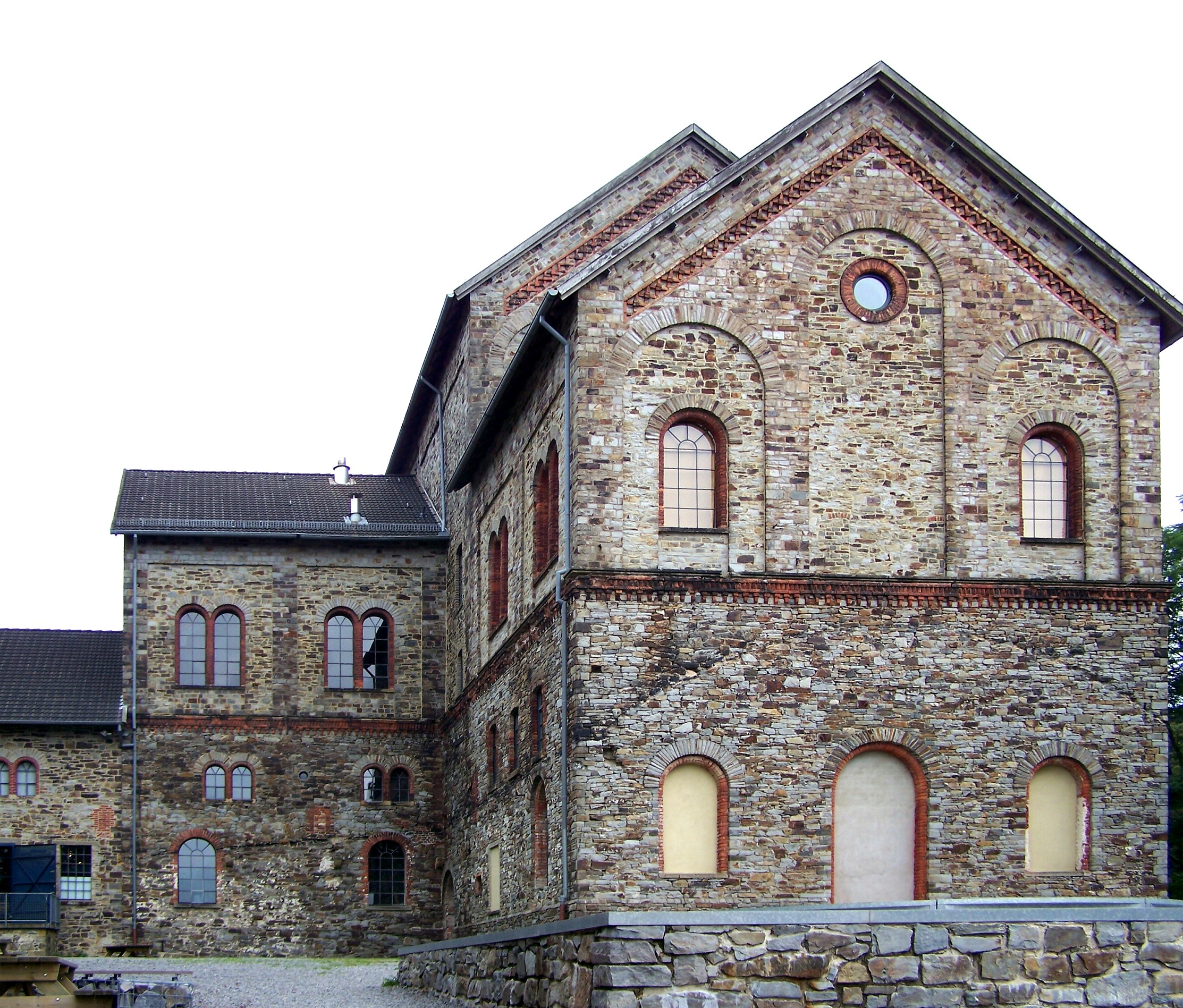
Haseschacht-Gebäude am Piesberg

Neben Kohle entstand ein fein- bis mittelkörniges Sandsteinvorkommen, das hellgrau bis grau gefärbt und selten größerkörnig oder konglomeratisch ist. Die Korngröße liegt bei 0,2 bis 0,5 Millimeter, die Kornform ist eckig. Die Bindung ist quarzitisch. Piesberger Sandstein ist aufgrund seiner Bindung sehr gut bis gut verwitterungsbeständig und ein Absanden und Schalenbildung wird kaum beobachtet.
Der Mineralbestand des Piesberger Sandsteins besteht aus Gesteinsbruchstücken mit 53 Prozent, Quarz mit 46 Prozent und Muskovit mit 1 Prozent sowie den Akzessorien (Turmalin) mit unter einem Prozent.

## Verwendung und Bauwerke
Dieser Sandstein fand Verwendung für Massivbauten, Mauer- und Werksteine, Bordsteine, Kopfsteinpflaster, Schotter, als Wasserbaustein und Wellenbrecher.
Beispiele seiner Verwendung als Werkstein sind das Haseschacht-Gebäude am Piesberg (heute Hauptgebäude des Museums Industriekultur) und Pflaster des Domvorplatzes in Osnabrück.

## Durilit
Schild 2022 in Osnabrück. Hergestellt vor

Brechsand aus Piesbergsandstein als Reststoff des Gesteinsabbaus eignet sich als Zuschlagstoff für die Betonproduktion. Der Georgs-Marien-Bergwerks- und Hüttenverein als Steinbruchbetreiber begann mit der Betonproduktion am Piesberg und nutzte für den Vertrieb den Markennamen Durilit. Dieses Kunstwort ist eine Wortschöpfung aus lateinisch duros = hart und griechisch lithos = Stein. Ab 1924 führten die Klöckner-Werke als neuer Steinbruchbetreiber die Betonproduktion weiter und vertrieben als Klöckner Durilit GmbH jahrzehntelang die hergestellten Betonfertigteile sowie Kunststein unter dem Namen Klöckner-Durilit. Sie galten als besonders langlebig. Noch heute sind in der Stadt Osnabrück viele Gehwegplatten aus diesem Material vorhanden, ein bekanntes Bauwerk aus Durilit-Formstein ist der Haarmannsbrunnen.